# Lacet étrangleur

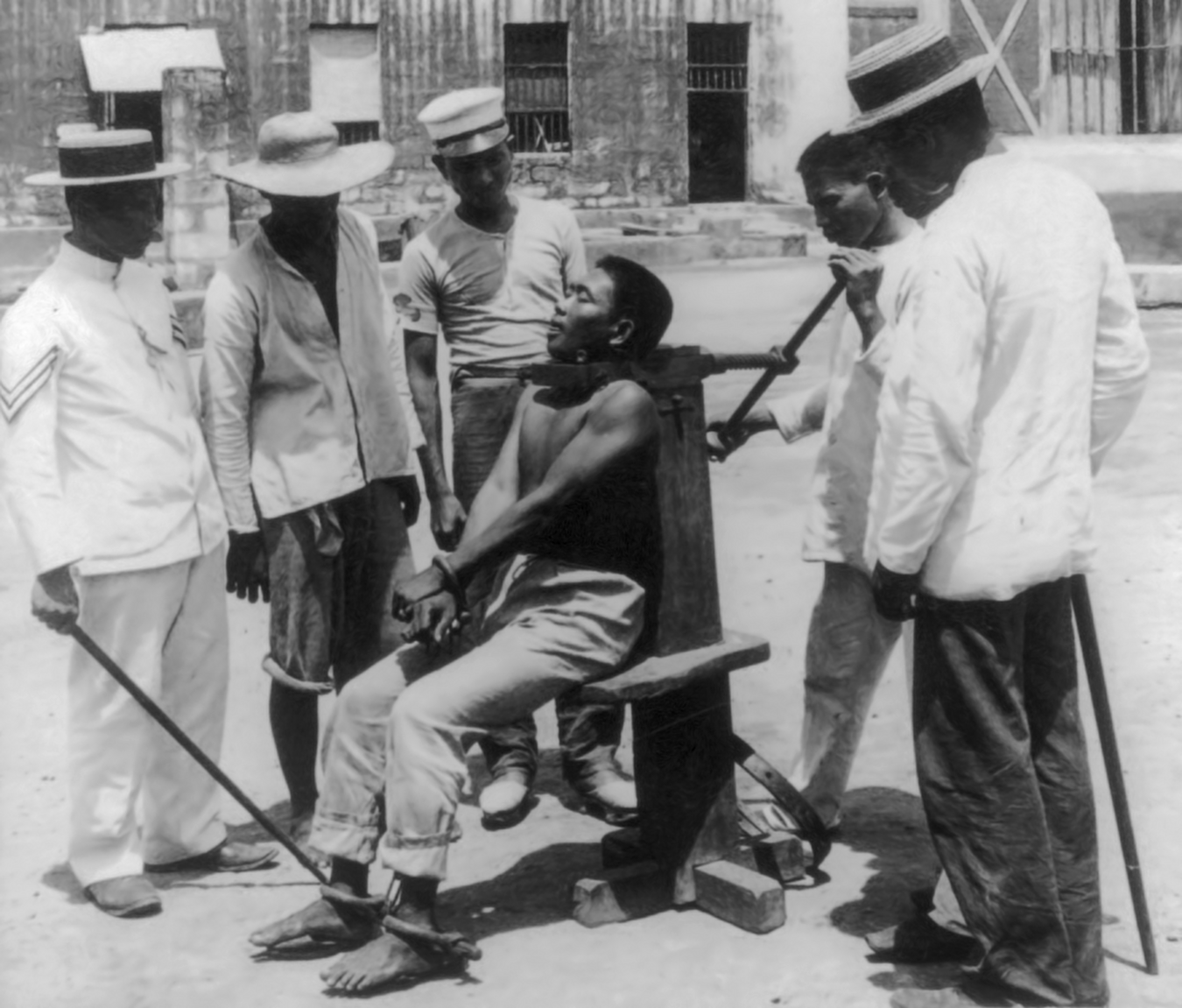
Exécution au garrot aux Philippines en 1901.

Le lacet étrangleur, aussi appelé garrot, ou garrotte, est une arme utilisée depuis l’Antiquité pour tuer par strangulation un adversaire, et jusqu'en 1974 en Espagne ou encore aujourd’hui au Soudan pour exécuter un condamné à mort.
Il est généralement constitué de cuir, de corde à piano ou de soie (Turquie ancienne). 
Les versions modernes de ce supplice judiciaire se faisaient avec un collier métallique, appelé garrotte, actionné par une vis, à travers un poteau auquel est attaché le condamné qui est assis sur une chaise ou un tabouret. Il y a écrasement du larynx et les exécuteurs savent doser leur vitesse pour faire mourir plus ou moins lentement le condamné. L'Espagne a aboli ce supplice après la mort de Franco.

## Usage

### À travers l'histoire

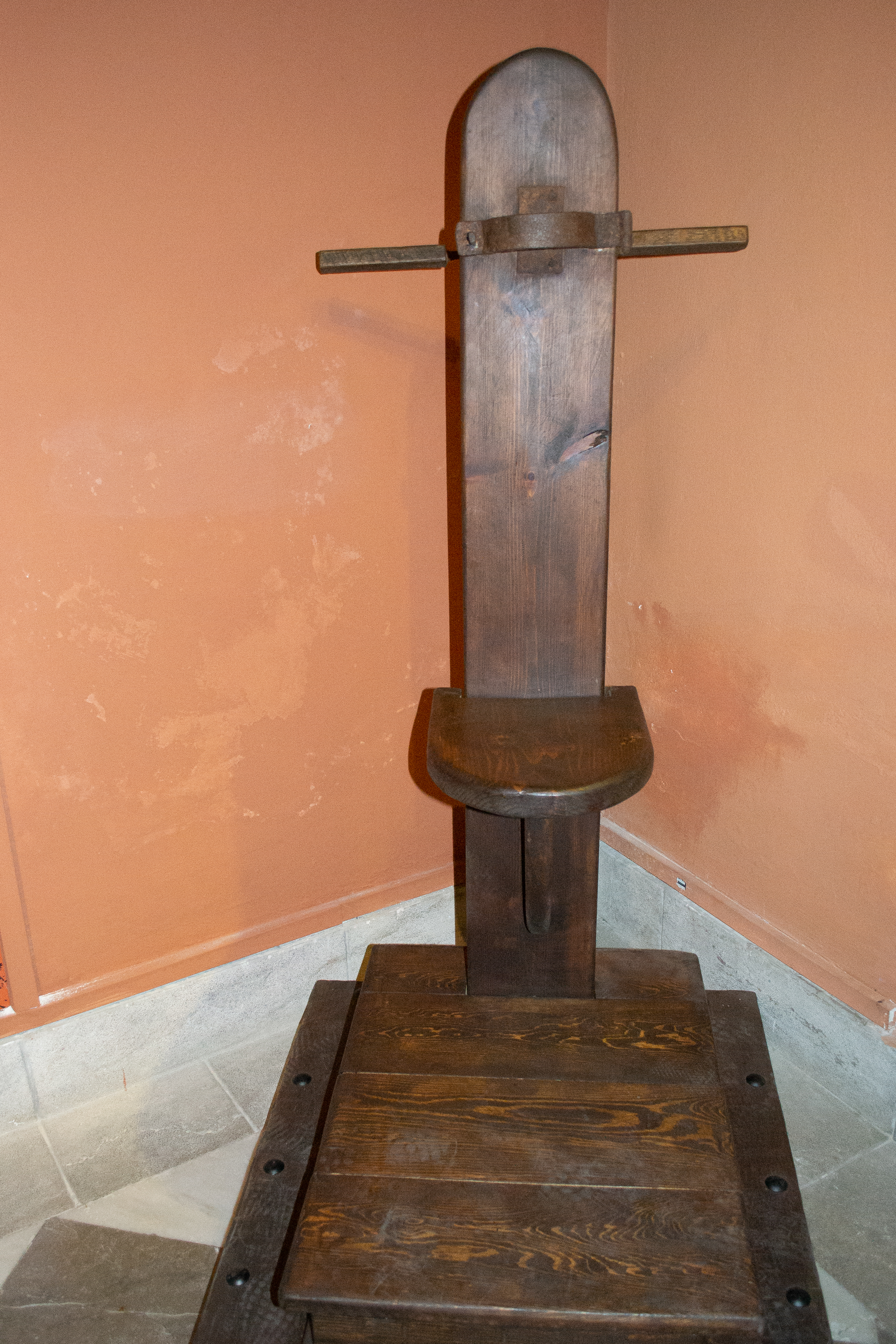
Garrote vil dans le Palacio de los Olvidados de Grenade (Espagne).

L'usage de la garrotte est relaté très tôt dans l’Histoire. Par exemple :
- les principaux conspirateurs de la conjuration de Catilina furent étranglés, après condamnation par le Sénat romain en 63 av. J.-C. ;
- Vercingétorix fut exécuté à l’aide d’un lacet étrangleur en août 46 av. J.-C. dans les geôles de Rome (Tullianum) puis jeté aux égouts.

Les Laquearius étaient des gladiateurs armés d'un lacet. 
En Turquie, un lacet de soie était utilisé pour étrangler les personnages éminents dont le sultan voulait se défaire : « Le sultan lui envoya le cordon. »
En Inde, la secte des Thug utilisait le lacet étrangleur comme arme d'assassinat rituel.

### Peine de mort
De nombreux pays ont choisi le garrot à collier et vis comme moyen d’exécution des condamnés à mort. L’Espagne, par exemple, l'a officiellement utilisé entre 1820 et 1978 (mais jusqu'en 1995 dans le droit appliqué aux militaires). Les dernières personnes, civiles ou militaires, exécutées en Espagne de cette manière furent Salvador Puig i Antich et Heinz Chez, en 1974.

## Aspects techniques
Le mécanisme du garrot, dans sa forme la plus évoluée, consistait en un collier de fer percé d'une vis se terminant par une sphère qui, lorsqu'elle était tournée, était censée briser la nuque du condamné. La mort du détenu était alors produite par la dislocation de l'apophyse odontoïde et de la première vertèbre cervicale.
Si la lésion produite écrase la moelle ou casse la moelle épinière cervicale, un coma cérébral se produit et la mort est instantanée. Mais cela dépend en grande partie de la force physique du bourreau et de la résistance du cou du condamné, et l'expérience a montré qu'il en était rarement ainsi ; la mort est généralement due à une strangulation résultant d'une série de lésions laryngées et hyoïdiennes. Plusieurs cas se sont produits dans lesquels l'agonie du condamné a duré. À titre d'exemple, le rapport médical de l'exécution du tueur José María Jarabo en 1959 faisait observer que la mort ne s'était pas produite instantanément, mais avec une « lenteur excessive » ; la mort s'est produite au bout de vingt-cinq minutes, après une véritable torture. Jarabo avait un cou puissant et le bourreau, Antonio López Sierra, était physiquement faible.

### Cordes à piano

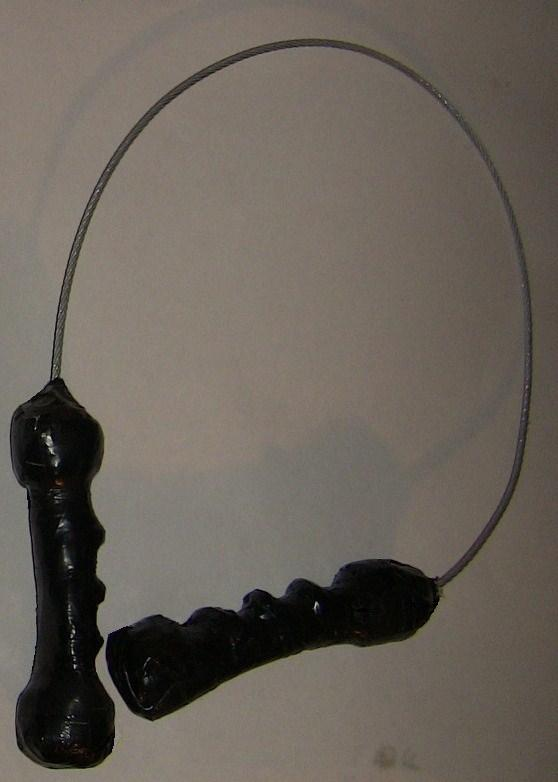
Une corde à piano transformée en arme artisanale

La corde à piano est le nom d'une arme, utilisant la corde à piano comme lacet étrangleur.
Les cordes sont en acier extrêmement solide et sont de diamètre variable : d'environ 0,8 mm pour les notes les plus aiguës jusqu'à 1,5 mm pour les notes les plus graves. Les cordes graves sont dites filées dans la mesure où elles sont gainées d'un fil de cuivre destiné à les alourdir pour permettre une tension moindre et une plus grande flexibilité. Sa finesse et sa résistance en font une arme de choix pour la strangulation. Parfois, des poignées sont ajoutées pour exercer une pression plus forte durant la strangulation en améliorant la prise en main et le confort.

## Dans la culture populaire
Dans le Fantôme de l'Opéra, de Gaston Leroux, Erik, fantôme qui vit dans le sous-sol de l'Opéra, a appris en Inde l'art de lancer le lacet du Pendjab pour étrangler sa victime.
Dans le cycle des Princes d'Ambre de Roger Zelazny, il y a un lacet étrangleur nommé Frakir appartenant à Merlin. Il le porte autour du poignet et le lacet lui serre le bras quand un danger approche. Frakir peut bien entendu aussi se serrer autour du cou des ennemis de Merlin s’il en a besoin.
On trouve aussi un lacet étrangleur appartenant à Rild, tueur que la déesse Kâli a envoyé sur terre pour tuer le Bouddha, dans le roman Seigneur de lumière, du même auteur.
Dans la série SAS de Gérard de Villiers, le fidèle majordome de Malko Linge est un turc nommé Elko Krisantem ; ce personnage est un expert dans le maniement du lacet étrangleur.
Dans Le Parrain, Luca Brazi et Carlo Rizzi sont assassinés au moyen de garrots. Dans le film tiré du roman de Francis Ford Coppola, Franck Pentangeli manque d'être tué par le même moyen.
Dans Blow Out, le tueur Burke assassine ses victimes avec un lacet étrangleur dissimulé dans sa montre.
Wah Sing Ku, le méchant d'origine chinoise du film L'Arme fatale 4 (interprété par Jet Li), se promène tout le temps avec une espèce de Mâlâ dans lequel se cache un lacet étrangleur qu'il utilise pour achever ses victimes après les avoir tabassées à l'aide de ses aptitudes aux arts martiaux.
Au début et à la fin du film 1492 : Christophe Colomb (1492: Conquest of Paradise) de Ridley Scott, une scène de mise à mort par lacet étrangleur est représentée de manière assez « crue ».
Dans le film Le monde ne suffit pas, 19e opus de la série de films James Bond, le héros incarné par Pierce Brosnan est torturé par le personnage joué par Sophie Marceau à l'aide d'une garrotte.
Le personnage de l'assassin 47 dans la série de jeux vidéo Hitman a pour arme principale une corde de piano qu'il utilise pour tuer ses victimes.